# Jakob Szkutta
Jakob Szkutta (* 22. Juli 1999 in Wien) ist ein österreichischer Basketballspieler.

## Laufbahn
Szkutta spielte im Nachwuchsbereich beim Wiener Verein Vienna D.C. Timberwolves. 2015 wechselte er zu den Oberwart Gunners in die Bundesliga und gab im September 2015 seinen Einstand in der höchsten Spielklasse Österreichs. 2016 wurde er zusammen mit weiteren Talenten seines Jahrgangs aus anderen europäischen Ländern zum „Basketball without Borders Europe Camp“, einer Sichtungsveranstaltung des Weltbasketballverbands FIBA sowie der nordamerikanischen Liga NBA eingeladen. In der Sommerpause 2019 kehrte er nach Wien zu den Timberwolves zurück.
Mitte November 2024 wechselte Szkutta zum deutschen Drittligaverein EN Baskets Schwelm. Er erzielte für die Mannschaft bis zum Ende der Saison 2024/25 in 18 Einsätzen im Durchschnitt 8,8 Punkte, anschließend verließ er Schwelm wieder. Szkutta wurde im August 2025 vom Burgenländischen Basketballclub Nord (BBC Nord) als Neuzugang vorgestellt.

### Nationalmannschaft
Bei der B-Europameisterschaft im Altersbereich U16 führte Szkutta die österreichische Auswahl im Jahr 2015 mit einem Punkteschnitt von 17,4 je Begegnung an. Anfang August 2021 wurde er von Trainer Raoul Korner erstmals in einem Länderspiel der Herrennationalmannschaft eingesetzt.